# Bhalwal
Bhalwal är en stad i distriktet Sargodha i den pakistanska provinsen Punjab. Folkmängden uppgick till cirka 100 000 invånare vid folkräkningen 2017.